# Rudeau-Ladosse
Die französische Gemeinde Rudeau-Ladosse, okzitanisch Rudeu e Ladaussa, liegt im Arrondissement Nontron im Nordwesten des Départements Dordogne in der Region Nouvelle-Aquitaine. Sie hat 154 Einwohner (Stand 1. Januar 2022) und gehört zum Kanton Brantôme en Périgord. Zuständiger Gemeindeverband ist die Communauté de communes Dronne et Belle. Die Einwohner werden als Rudeaussois bzw. Rudeaussoises bezeichnet.

## Etymologie
Der Ursprung der okzitanischen Namen Rudeu und Ladaussa liegt im Dunkeln, womöglich handelt sich um Eigennamen.

## Geographie

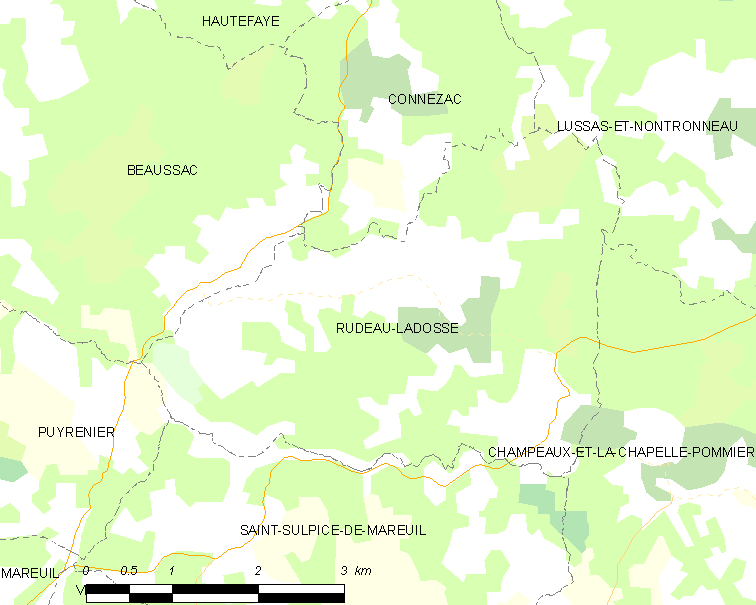
Lagekarte von Rudeau-Ladosse

Rudeau-Ladosse (bzw. der Ortskern von Rudeau) liegt im Périgord vert, etwa acht Kilometer nordöstlich von Mareuil und 10 Kilometer südwestlich von Nontron (Luftlinie). Die Gemeinde wird von folgenden drei Nachbargemeinden umgeben:
|                                         | Connezac                                               | Lussas-et-Nontronneau                                          |
| Mareuil en Périgord (vormals Beaussac)  | Kompassrose, die auf Nachbargemeinden zeigt            | Mareuil en Périgord (vormals Champeaux-et-la-Chapelle-Pommier) |
| Mareuil en Périgord (vormals Puyrenier) | Mareuil en Périgord (vormals Saint-Sulpice-de-Mareuil) |                                                                |

Neben den Ortskernen von Rudeau  und Ladosse besteht die Gemeinde aus folgenden Weilern, Gehöften, einem Gutshof, Schlössern und Geländepunkten:
Bélussière, Bois des Combes, Bois de Rudeau, Château de Bellussière, Château des Combes, Geriac, Grands Bois, La Brousse, La Grande Métairie, La Grande Pièce, La Grange de Cacal, La Rousselière, La Vigne des Combes, Le Communal, Le Goupillou, Le Planchou, Le Pouzet (Ruinen), Les Brandichous, Les Chazeaux, Les Combes, Les Fayes, Les Grands Bois, Les Plagnes, Leycoussaudie, Milauvieux,  Puy Choisi, Roussiaud, Teignac, Terre des Perriers und Terres des Rocs.
Der weitaus bedeutendere Ortskern von Rudeau ist sehr exzentrisch positioniert – er befindet sich in der Südostecke des Gemeindegebiets in südlicher Hanglage oberhalb der Nizonne. Ladosse liegt 4 Kilometer weiter westlich an der Westecke.
Der topographisch tiefste Punkt im Gemeindegebiet von Rudeau-Ladosse mit 115 Metern über dem Meer befindet sich am Zusammenfluss von der Nizonne mit dem Ruisseau de Beaussac (beim Pont du Râteau an der Westecke). Der höchste Punkt mit 203 Meter liegt im Nordosten etwas nördlich von La Grange de Cacal. Die absolute Höhendifferenz beträgt somit 88 Meter.

### Verkehrsanbindung
Der Ortskern von Rudeau liegt an der D 708 von Nontron nach Mareuil. Von Rudeau aus besteht eine Verbindung über die D 87 nach Beaussac im Westen. Ferner führt eine Kommunalstraße entlang der Nizonne in Richtung Osten nach Champeaux. Ladosse kann mittels einer Kommunalstraße von Beaussac aus erreicht werden; sie zweigt unmittelbar südlich von Beaussac von der D 87 in Südrichtung ab, durchquert den Ortskern von Ladosse und verläuft dann weiter zur Nizonne und nach Saint-Sulpice-de-Mareuil.

### Bodenbedeckung

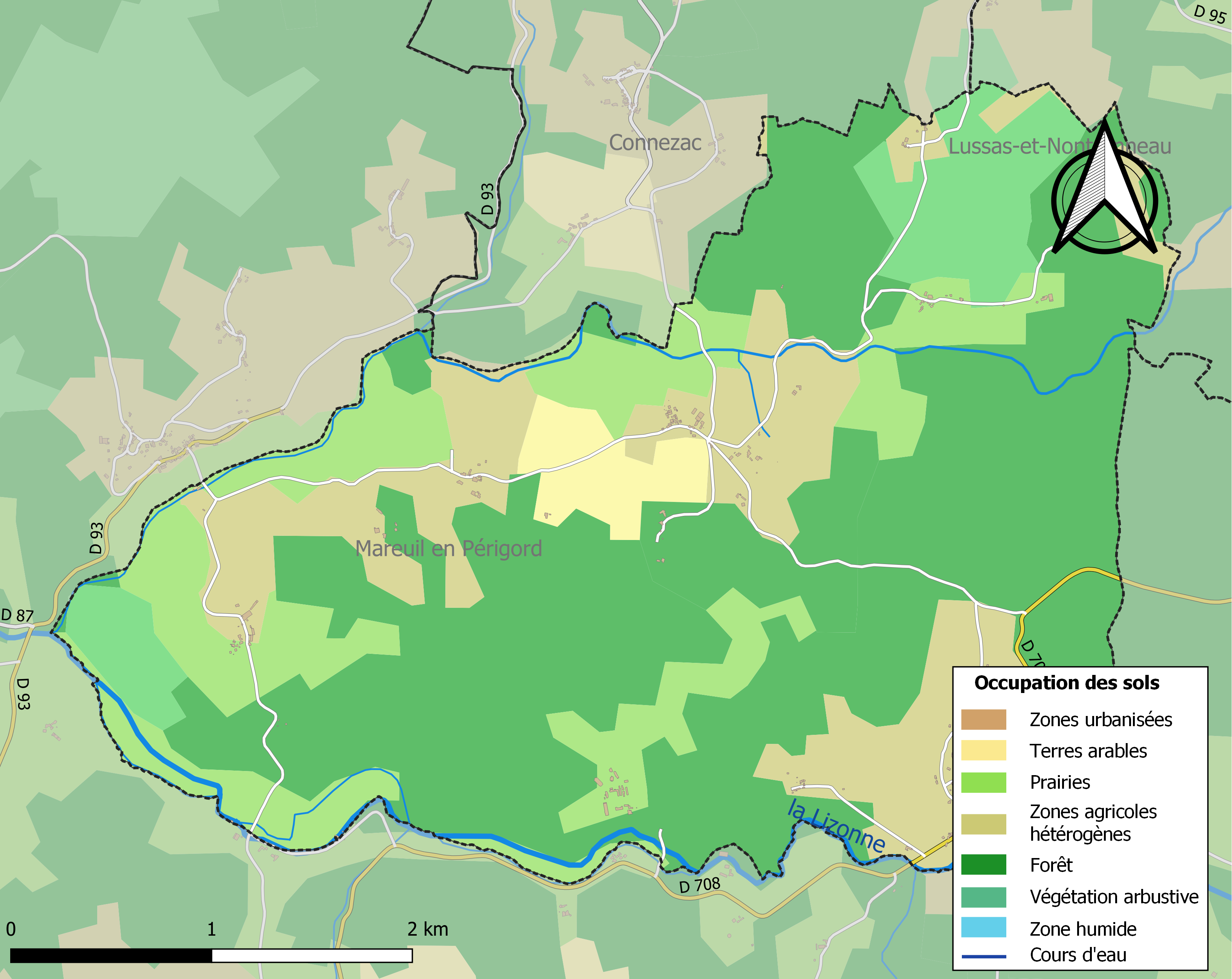
Bodenbedeckung der Gemeinde Rudeau-Ladosse

Die Bodenbedeckung der Gemeinde Rudeau-Ladosse schlüsselt sich im Jahr 2018 gemäß der europäischen Datenbank CORINE Land Cover (CLC) wie folgt auf:
- Wälder – 53,1 %
- heterogene landwirtschaftliche Nutzung – 20,3 %
- Wiesen – 17,4 %
- Buschwerk – 6,5 %
- Ackerland – 2,7 %.

Die Wälder und seminaturellen Ländereien stehen eindeutig im Vordergrund, sie haben in ihrem prozentualen Anteil (mit 59,0 % im Jahr 1990) leicht zugenommen (auf 59,6 % im Jahr 2018).

## Klima
Rudeau-Ladosse besitzt ein abgeschwächtes ozeanisches Klima, das sich durch folgende Parameter auszeichnet:
| Klimaparameter im Zeitraum 1971–2000 - Jahresmittel: 12,0 °C - Anzahl der Tage unter −5 °C: 3,0 - Anzahl der Tage oberhalb 30 °C: 7,2 - Maximum im Tages-Temperaturunterschied: 14,5 °C - Jahresniederschlag: 974 mm - Niederschlagstage im Januar: 12,7 - Niederschlagstage im Juli: 7,1 |

Durch den Klimawandel zeichnen sich Erhöhungen im Jahresmittel ab, die sich bereits auch bemerkbar machen. So ist beispielsweise an der 68 Kilometer entfernten Wetterstation am Flughafen von Limoges-Bellegarde das langjährige Jahresmittel von 11,2 °C für 1971-2000 über 11,4 °C für 1981-2010 auf 11,8 °C für 1991-2020 angestiegen – ein Zuwachs um 0,6 °C innerhalb von 20 Jahren.

## Hydrographie

Hydrographische Karte von Rudeau-Ladosse

Die Südgrenze des Gemeindegebietes zu Saint-Sulpice-de-Mareuil wird von der nach Westen fließenden Nizonne gebildet. Mit Erreichen der ehemaligen Gemeindegrenze von Puyrenier dreht der Fluss dann nach Nordwest. Den Norden der Gemeinde durchfließt der von Lussas kommende linke Seitenarm des Ruisseau de Beaussac, der in seinem Oberlauf bei La Brousse saisonbedingt trockenfällt. Er vereinigt sich nördlich von Roussiaud mit dem Ruisseau de Beaussac, der nach Südwesten entwässert und beim Pont du Râteau als rechter Seitenarm in die Nizonne mündet. Der linke Seitenarm bildet ab Leycoussaudie die Nordgrenze zu Connezac, die Nordwestgrenze zu Mareuil en Périgord (Beaussac) wird dann vom Ruisseau de Beaussac gestellt.
Die Nizonne und ihre Seitenarme gehören zum Flusssystem Isle-Dronne.

## Geologie

Geologische Karte von Rudeau-Ladosse

Das gesamte Gemeindegebiet wird von flachliegenden Sedimenten des nördlichen Aquitanischen Beckens unterlagert. Strukturell gehören die anstehenden Gesteine zur Combiers-Saint-Crépin-de-Richemont Synklinale.
Die älteste aufgeschlossene Formation ist das Oxfordium (Formation j2-6(b)), das den Oberlauf des linken Seitenarms des Ruisseau de Beaussac bei La Brousse säumt. Es besteht aus beigefarbenen, feinkörnigen Kalken.
Über dem Oxfordium liegt transgressives Cenomanium (Formation c1-2), zu sehen weiter talauswärts bis kurz vor Beaussac. Das Cenomanium besteht aus drei Einheiten – grünen, Austern-führenden Mergeln, feinkörnigen Sanden und sandigen Alveolinenkalken. Es folgt das Turonium mit den Kreidekalken des Ligériens (Formation c3a) und den Rudistenkalken des Angoumiens (Formationen c3b und c3c). Das Ligérien folgt der linken Talseite des Ruisseau de Beaussac. Der gesamte Südteil der Gemeinde wird vom Angoumien eingenommen.
Der Ostabschnitt (Bois de Rudeau) wird von pleistozänem Kolluvium verdeckt (Formationen AC und ACF). Würmzeitlicher Hangschutt verfüllt den Oberlauf des linken Seitenarms des Ruisseau de Baussac nördlich von Leycoussaudie und bei Roussiaud (Formation GP). Die Sedimente in den Talauen des Ruisseau de Beaussac und der Nizonne stammen aus dem Holozän (Formation K).
Südlich von Ladosse ziehen zwei Störungen nach Ostsüdost. Der nördliche Ast lässt sich bis Rudeau verfolgen, der südliche zieht an die Nizonne. Die beiden Störungen werden ihrerseits von einer Nordost-streichenden Verwerfung gekreuzt. Dieses Störungssystem dürfte mit dem Aufbiegen des Schichtverbands durch die etwas weiter Südwestwärts situierte Mareuil-Antiklinale in Verbindung zu bringen sein.
Die Angoulême-Formation des Angoumiens wurde einst beim Château de Belussière als Baustein abgebaut.

## Ökologie

### Naturpark
Das Gemeindegebiet von Rudeau-Ladosse bildet seit 1998 einen integralen Bestandteil des Regionalen Naturparks Périgord-Limousin.

### Schutzgebiete
In Rudeau-Ladosse finden sich dreierlei Schutzgebiete (Französisch ZNIEFF – zone naturelle d’interêt écologique, faunistique et floristique):

#### Schutzgebiete des Typus 1

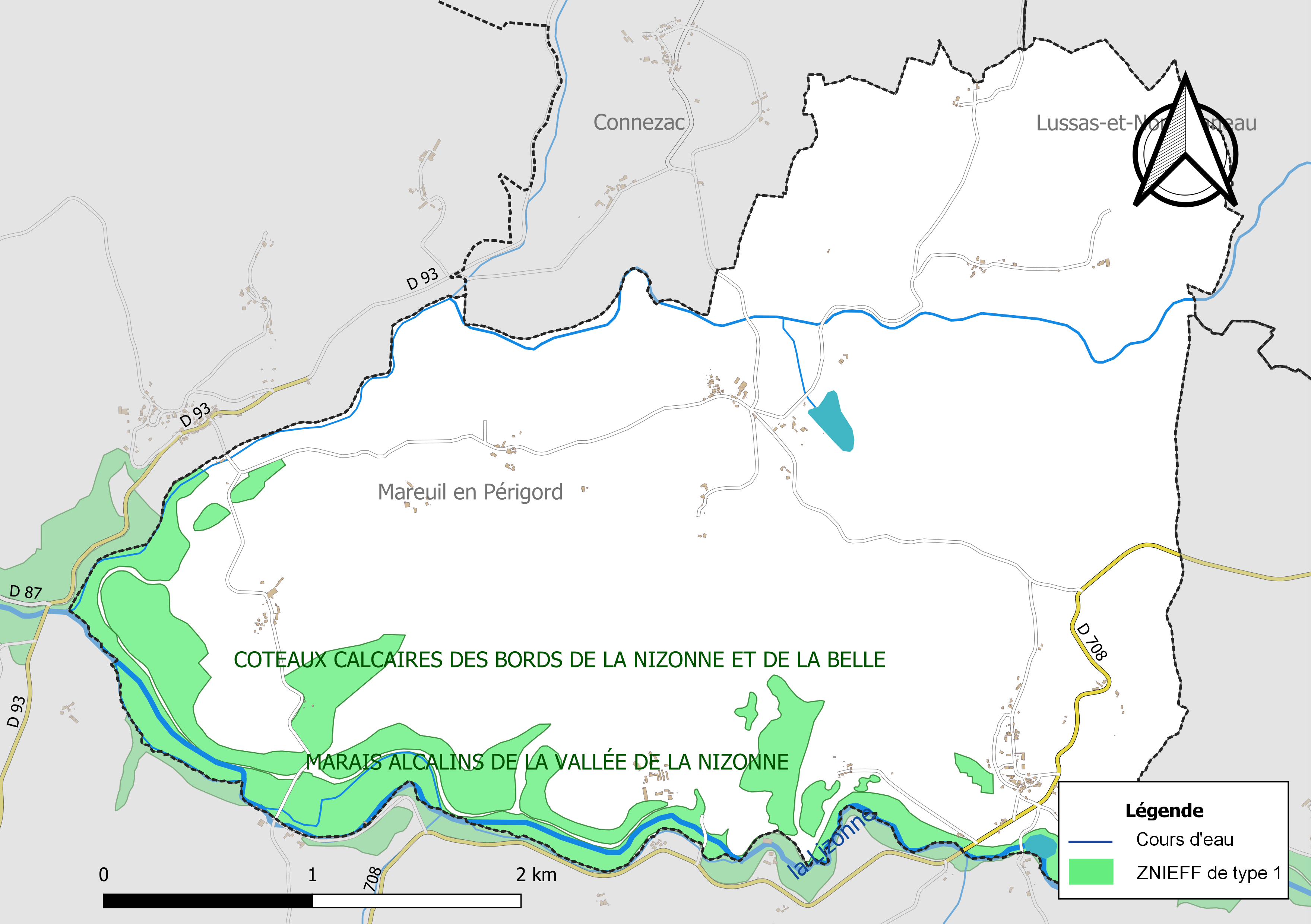
Schutzgebiete des Typus 1 in Rudeau-Ladosse

Eine ZNIEFF des Typus 1 figuriert unter Coteaux calcaires des bords de la Nizonne et de la Belle (Kalkrasenhänge entlang der Nizonne und der Belle). Sie  umfasst in Rudeau-Ladosse die linksseitigen Hanglagen des Ruisseau de Beaussac und die rechtsseitigen der Nizonne. Auf diesem weniger als einen Quadratkilometer großen Gebiet gedeihen mehr als 160 Pflanzenarten, von denen mehrere als typisch angesehen werden. Darunter die Färberdistel Carthamus mitissimus, der Steppen-Wolfsmilch (Euphorbia seguieriana), das Gewöhnliche Nadelröschen (Fumana procumbens), das Graue Sonnenröschen (Helianthemum canum), die Erd-Segge (Carex humilis), der Nizza-Mauerpfeffer (Sedum sediforme), Arenaria controversa und das Niederliegende Leinblatt (Thesium humifusum). Hierzu gesellen sich 18 Orchideenarten, darunter Rotes Waldvöglein (Cephalanthera rubra), Ohnhorn (Orchis anthropophora), Violetter Dingel (Limodorum abortivum), Großes Zweiblatt (Neottia ovata), Bocks-Riemenzunge (Himantoglossum hircinum), Kleines Knabenkraut (Anacamptis morio), Brand-Knabenkraut (Neotinea ustulata), Helm-Knabenkraut (Orchis militaris), Männliches Knabenkraut (Orchis mascula), Mücken-Händelwurz (Gymnadenia conopsea), Pyramiden-Hundswurz (Anacamptis pyramidalis), Purpur-Knabenkraut (Orchis purpurea), Bienen-Ragwurz (Ophrys apifera), Große Spinnen-Ragwurz (Ophrys sphegodes), Hummel-Ragwurz (Ophrys holoserica), Braune Ragwurz (Ophrys fusca), Fliegen-Ragwurz (Ophrys insectifera) und Grünliche Waldhyazinthe (Platanthera chlorantha).
Unter dem Titel Marais alcalins de la vallée de la Nizonne (alkalische Sümpfe des Nizonne-Tals) besteht eine weitere ZNIEFF des Typus 1. Dieses recht schmale, nur 70 Hektar umfassende Gebiet umfasst den Flusslauf der Nizonne und den letzten Kilometer des Ruiseeau de Baussac. Hier leben 12 charakteristische Tierarten: Helm-Azurjungfer (Coenagrion mercuriale), Kreuzenzian-Ameisenbläuling (Phengaris rebeli), Heller Wiesenknopf-Ameisenbläuling (Phengaris teleius), Europäische Sumpfschildkröte (Emys orbicularis), Gekielter Flussfalke (Oxygastra curtisii), Großer Feuerfalter (Lycaena dispar), Stromtal-Wiesenvögelchen (Coenonympha oedippus), Französische Keiljungfer (Gomphus graslinii), Fischotter (Lutra lutra), Europäischer Laubfrosch (Hyla arborea), Marmormolch (Triturus marmoratus) und Europäischer Nerz (Mustela lutreola). Hinzu kommen die typischen 5 Pflanzenarten Schachblume (Fritillaria meleagris), Lungen-Enzian (Gentiana pneumonanthe), Gelbe Wiesenraute (Thalictrum flavum), Gewöhnliches Pfeilkraut (Sagittaria sagittifolia) und Verkannter Wasserschlauch (Utricularia australis). Kennzeichnendes Taxon dieser Seichtwasserzone ist das Gewöhnliche Pfeilkraut.
Insgesamt treten jedoch noch 160 weitere Tierarten und 156 Pflanzenarten auf.

#### Schutzgebiete des Typus 2

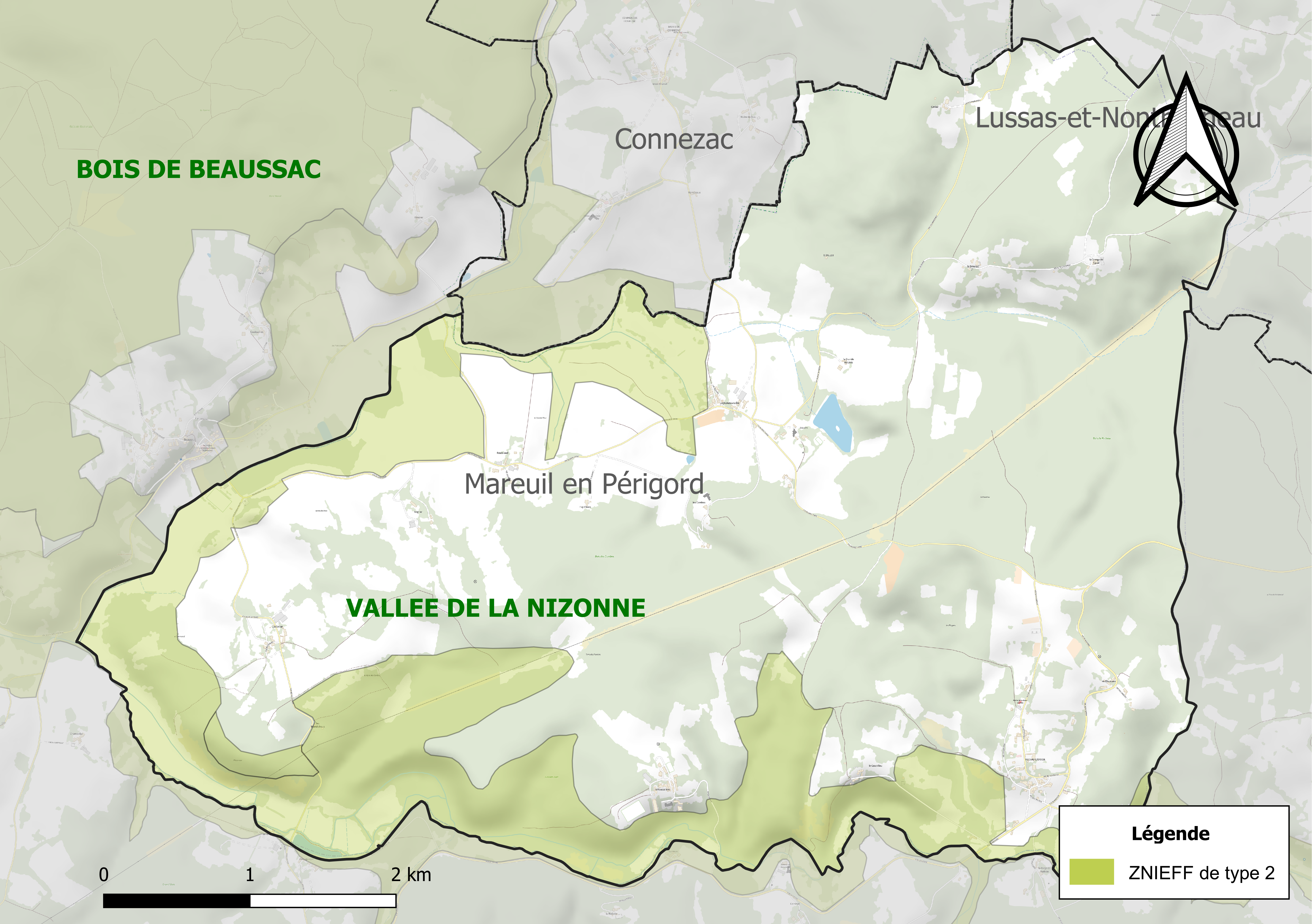
Schutzgebiete des Typus 2 in Rudeau-Ladosse

Die Talniederungen der Nizonne und des Ruisseau de Beaussac stehen unter Naturschutz und bilden im Gemeindegebiet unter der Bezeichnung Vallée de la Nizonne eine ZNIEFF des Typus 2.
Die angetroffene Fauna besteht aus rund 130 Arten, wovon 30 als charakteristisch angesehen werden. Unter den 20 Säugetierarten sind anzuführen der Fischotter Lutra lutra und der Europäische Nerz Mustela nutreola sowie 18 Fledermausarten, darunter Mopsfledermaus (Barbastella barbastellus), Großes Mausohr (Myotis myotis), Große Hufeisennase (Rhinolophus ferrumequinum), Langflügelfledermaus (Miniopterus schreibersii), Kleine Bartfledermaus (Myotis mystacinus), Wimperfledermaus (Myotis emarginatus), Bechsteinfledermaus (Myotis bechsteinii), Wasserfledermaus (Myotis daubentonii), Fransenfledermaus (Myotis nattereri), Großer Abendsegler (Nyctalus noctula), Graues Langohr (Plecotus austriacus), Braunes Langohr (Plecotus auritus), Kleines Mausohr (Myotis blythii), Kleine Hufeisennase (Rhinolophus hipposideros), Weißrandfledermaus (Pipistrellus kuhlii), Rauhautfledermaus (Pipistrellus nathusii) und Breitflügelfledermaus (Eptesicus serotinus). Anzuführen sind ferner die beiden Amphibien Europäischer Laubfrosch (Hyla arborea) und Marmormolch (Triturus marmoratus), die Schildkröte Europäische Sumpfschildkröte (Emys orbicularis), die Schmetterlinge Kreuzenzian-Ameisenbläuling (Phengaris rebeli), Heller Wiesenknopf-Ameisen-Bläuling (Phengaris teleius), Großer Feuerfalter (Lycaena dispar), Stromtal-Wiesenvögelchen (Coenonympha oedippus) und die Libellen Helm-Azurjungfer (Coenagrion mercuriale), Gekielter Flussfalke (Oxygastra curtisii) und Französische Keiljungfer (Gomphus graslinii).
Die Flora besteht aus über 200 Pflanzenarten, von denen 9 als charakteristisch angesehen werden – darunter Schachblume (Fritillaria meleagris), Lungen-Enzian (Gentiana pneumonanthe), Graues Sonnenröschen (Helianthemum canum), Lockerblütiges Knabenkraut (Anacamptis laxiflora), Nizza-Mauerpfeffer (Sedum sediforme), Gelbe Wiesenraute (Thalictrum flavum), das Sandkraut Arenaria controversa, Wald-Simse (Scirpus sylvaticus) und Verkannter Wasserschlauch (Utricularia australis).
Eine weitere ZNIEFF des Typus 2 unter der Bezeichnung Bois de Beaussac besteht bei Milauvieux entlang dem Nordosthang der Nizonne. Dieses Schutzgebiet ist jedoch mit 7 Hektar Fläche nur sehr klein – der Hauptanteil des Schutzgebiets Bois de Beaussac gehört vielmehr zu den Gemeinden Mareuil en Périgord (Beaussac), Connezac und Hautefaye. Kennzeichnend ist das Sandkraut-Taxon Arenaria controversa.

#### Natura 2000

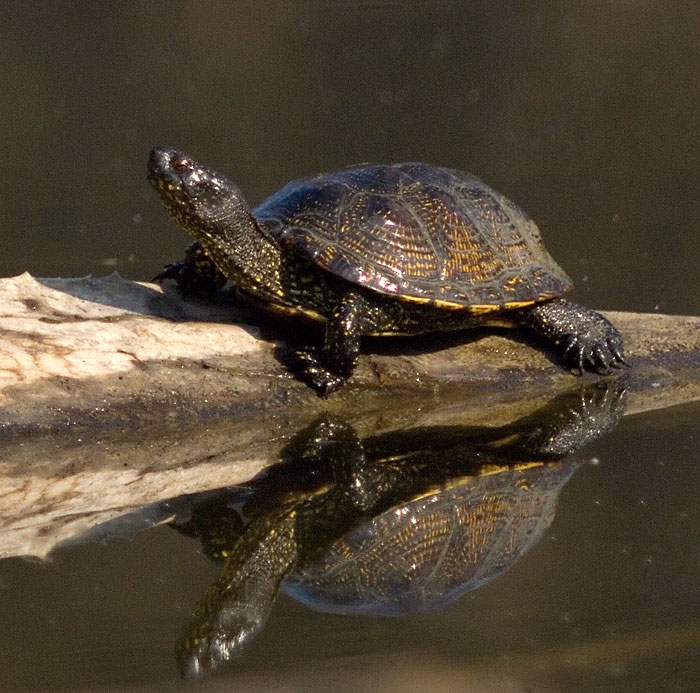
Europäische Sumpfschildkröte (Emys orbicularis)

Das Nizonnetal fällt außerdem unter Natura 2000. Gemäß der Richtlinie 92/43/EWG werden 20 Tierarten hier unter Anhang-II geschützt. Darunter 10 Säugetierarten mit allein 8 Fledermäusen, 7 Insektenarten, 2 Fischarten und eine Schildkröte. Zu den bereits unter dem Typus 1 aufgeführten Insekten kommt noch der Skabiosen-Scheckenfalter (Euphydryas aurinia) hinzu. Die beiden Fischarten sind die Scheldegroppe (Cottus perifretum) und das Bachneunauge (Lampetra planeri). Als Schildkröte fungiert die Europäische Sumpfschildkröte (Emys orbicularis).

## Geschichte
Ältestes erhaltenes Bauwerk in Rudeau-Ladosse ist das Schloss Château de Bélussière aus dem 11. Jahrhundert. Das Schloss
Château des Combes stammt aus dem 16. Jahrhundert. Auf das 17. Jahrhundert geht der adlige Gutshof (franz. gentilhommière) La Rousselière zurück. Die Ortskirche Saint-Jean in Rudeau wurde erst im 19. Jahrhundert erbaut. Die Gemeinde hieß bis 1950 nur Ladosse; auf der Cassini-Karte von 1756 bis 1789 fungiert sie als la Dosse, 1793 wird sie als Ladausse erwähnt.

## Bevölkerungsentwicklung
| Jahr | Einwohner |  |
| 1962 | 348       |  |
| 1968 | 268       |  |
| 1975 | 262       |  |
| 1982 | 245       |  |
| 1990 | 216       |  |
| 1999 | 157       |  |
| 2005 | 167       |  |
| 2006 | 167       |  |
| 2008 | 170       |  |
| 2010 | 178       |  |
| 2015 | 161       |  |
| 2016 | 161       |  |
| 2017 | 160       |  |
| 2019 | 158       |  |

Quelle: INSEE
Die Bevölkerungsentwicklung in Rudeau-Ladosse ist sehr stark rückläufig, die Bevölkerung ist im Vergleich mit 1962 um mehr als 50 % zurückgegangen. Seit 1999 scheint jedoch ein Stabilisierungstrend einzusetzen.
Bei einer Fläche von 13,74 Quadratkilometer beträgt die Bevölkerungsdichte 11 Einwohner/km², die zweitniedrigste im Kanton Brantôme en Périgord.

## Bürgermeister
Bürgermeister von Rudeau-Ladosse ist seit April 2014 Martine Desjardins, die im Mai 2020 wiedergewählt wurde.

## Präsidentschaftswahlen 2022
| Kandidaten                       | Kandidaten            | Parteien                      | Parteien            | 1. Wahlgang | 1. Wahlgang | 2. Wahlgang | 2. Wahlgang |
| Kandidaten                       | Kandidaten            | Parteien                      | Parteien            | Stimmen     | %           | Stimmen     | %           |
| -------------------------------- | --------------------- | ----------------------------- | ------------------- | ----------- | ----------- | ----------- | ----------- |
|                                  | Emmanuel Macron       | En marche !                   | EM                  | 18          | 27,69 %     | 37          | 61,67 %     |
|                                  | Marine Le Pen         | Front national                | FN                  | 11          | 16,92 %     | 23          | 38,33 %     |
|                                  | Jean-Luc Mélenchon    | Front de gauche               | FDG                 | 19          | 29,23 %     |             |             |
|                                  | Éric Zemmour          | Reconquête                    |                     | 6           | 9,23 %      |             |             |
|                                  | Valérie Pécresse      | Les Républicains              | LR                  | 5           | 7,69 %      |             |             |
|                                  | Jean Lassalle         | Résistons !                   | R                   | 1           | 1,54 %      |             |             |
|                                  | Anne Hidalgo          | Parti socialiste              | PS                  | 2           | 3,08 %      |             |             |
|                                  | Fabien Roussel        | Parti communiste français     | PC                  | 1           | 1,54 %      |             |             |
|                                  | Nicolas Dupont-Aignan | Debout la République          | DLR                 | 1           | 1,54 %      |             |             |
|                                  | Yannick Jadot         | Europe Écologie-Les Verts     | EELV                | 1           | 1,54 %      |             |             |
|                                  | Nathalie Arthaud      | Lutte Ouvrière                | LO                  | 0           | 0,00 %      |             |             |
|                                  | Philippe Poutou       | Nouveau Parti anticapitaliste | NPA                 | 0           | 0,00 %      |             |             |
|                                  |                       |                               |                     |             |             |             |             |
| Gesamt                           | Gesamt                | Gesamt                        | Gesamt              | 65          | 100 %       | 60          | 100 %       |
|                                  |                       |                               |                     |             |             |             |             |
| Gültige Stimmen                  | Gültige Stimmen       | Gültige Stimmen               | Gültige Stimmen     | 65          | 91,55 %     | 60          | 84,50 %     |
| Ungültige Stimmen                | Ungültige Stimmen     | Ungültige Stimmen             | Ungültige Stimmen   | 6           | 8,45 %      | 11          | 15,50 %     |
| Wahlbeteiligung                  | Wahlbeteiligung       | Wahlbeteiligung               | Wahlbeteiligung     | 71          | 82,56 %     | 71          | 82,56 %     |
| Enthaltungen                     | Enthaltungen          | Enthaltungen                  | Enthaltungen        | 15          | 17,44 %     | 15          | 17,44 %     |
| Registrierte Wähler              | Registrierte Wähler   | Registrierte Wähler           | Registrierte Wähler | 86          |             | 86          |             |
|                                  |                       |                               |                     |             |             |             |             |
| Quelle: Ministère de l'Intérieur |                       |                               |                     |             |             |             |             |

Die Präsidentschaftswahlen 2022 in Rudeau-Ladosse konnte Emmanuel Macron eindeutig für sich entscheiden.

## Wirtschaft

### Beschäftigung
Im Jahr 2016 betrug die erwerbsfähige Bevölkerung zwischen 15 und 64 Jahren 48 Personen (29,8 % der Gesamtbevölkerung). Als arbeitslos waren 11 Personen gemeldet, die Arbeitslosigkeit betrug somit 22,9 % – ein bedeutender Anstieg gegenüber 4 Personen im Jahr 2011.

### Unternehmen
Am 31. Dezember 2015 waren in der Gemeinde 13 Unternehmen angesiedelt, davon 7 in Handel, Transport und Dienstleistungen, 3 in Landwirtschaft, Forst oder Fischerei, 2 in Verwaltung, Bildung, Gesundheit oder Sozialhilfe und 1 im Baugewerbe.

## Sehenswürdigkeiten
- Schloss Château de Bélussière aus dem 11. und 12. Jahrhundert
- Schloss Château des Combes aus dem 16. Jahrhundert
- Gutshof Gentilhommière de la Rousselière aus dem 17. Jahrhundert
- Ortskirche Saint-Jean in Rudeau aus dem 19. Jahrhundert

## Photogalerie

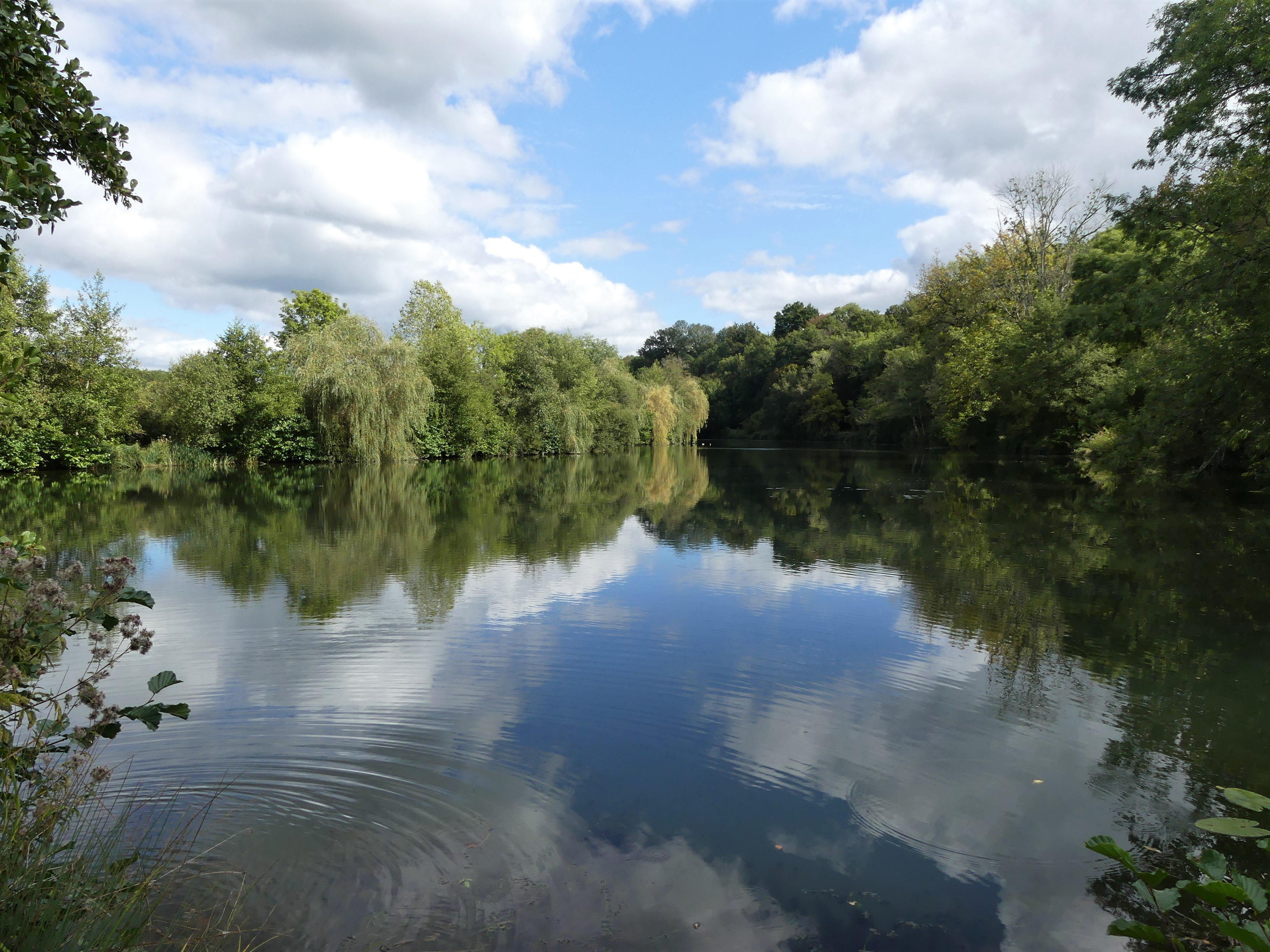
Die aufgestaute Nizonne beim Château Lavergne – Südgrenze zu Saint-Sulpice-de-Mareuil
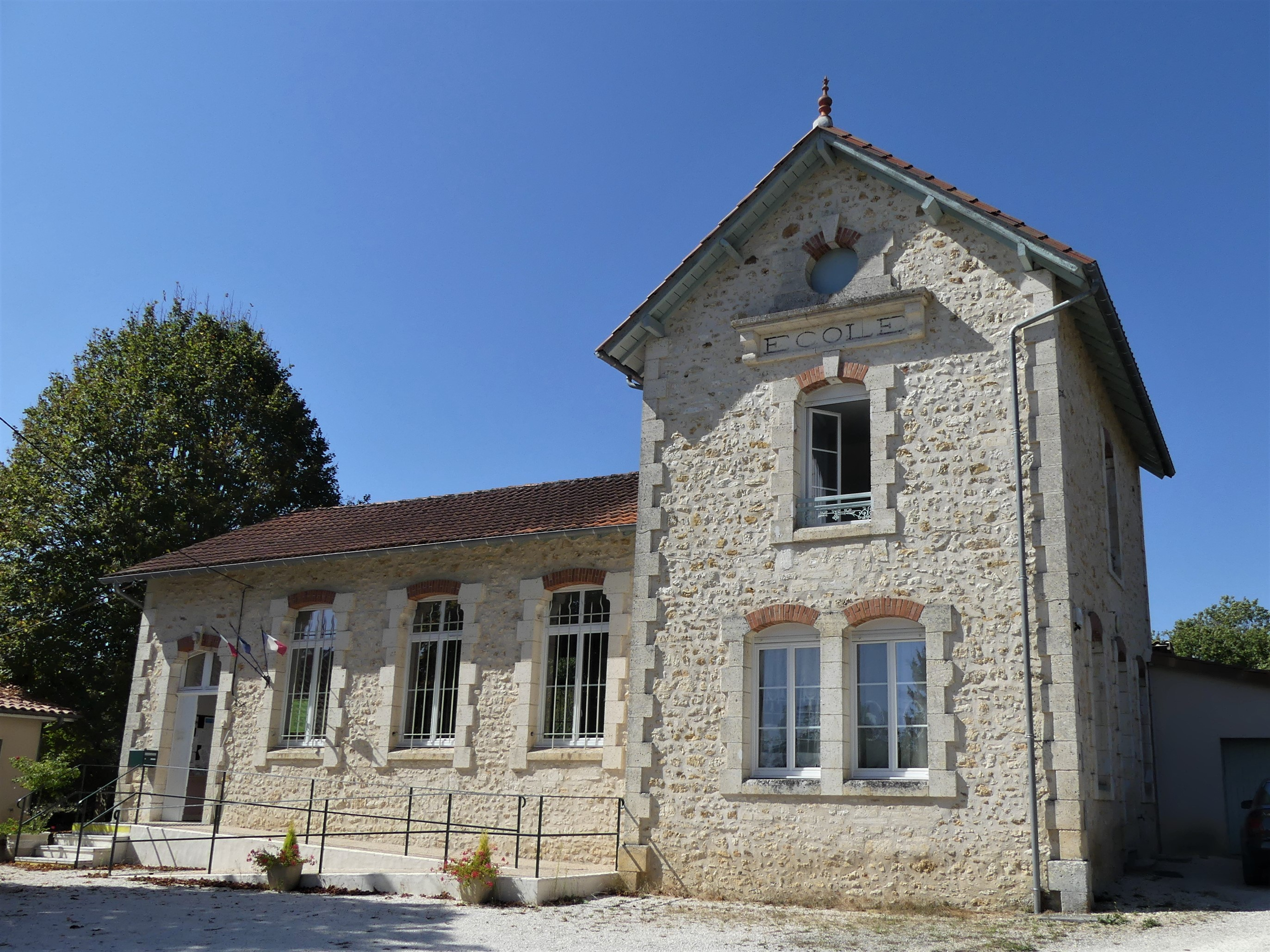
Rathaus und Schule
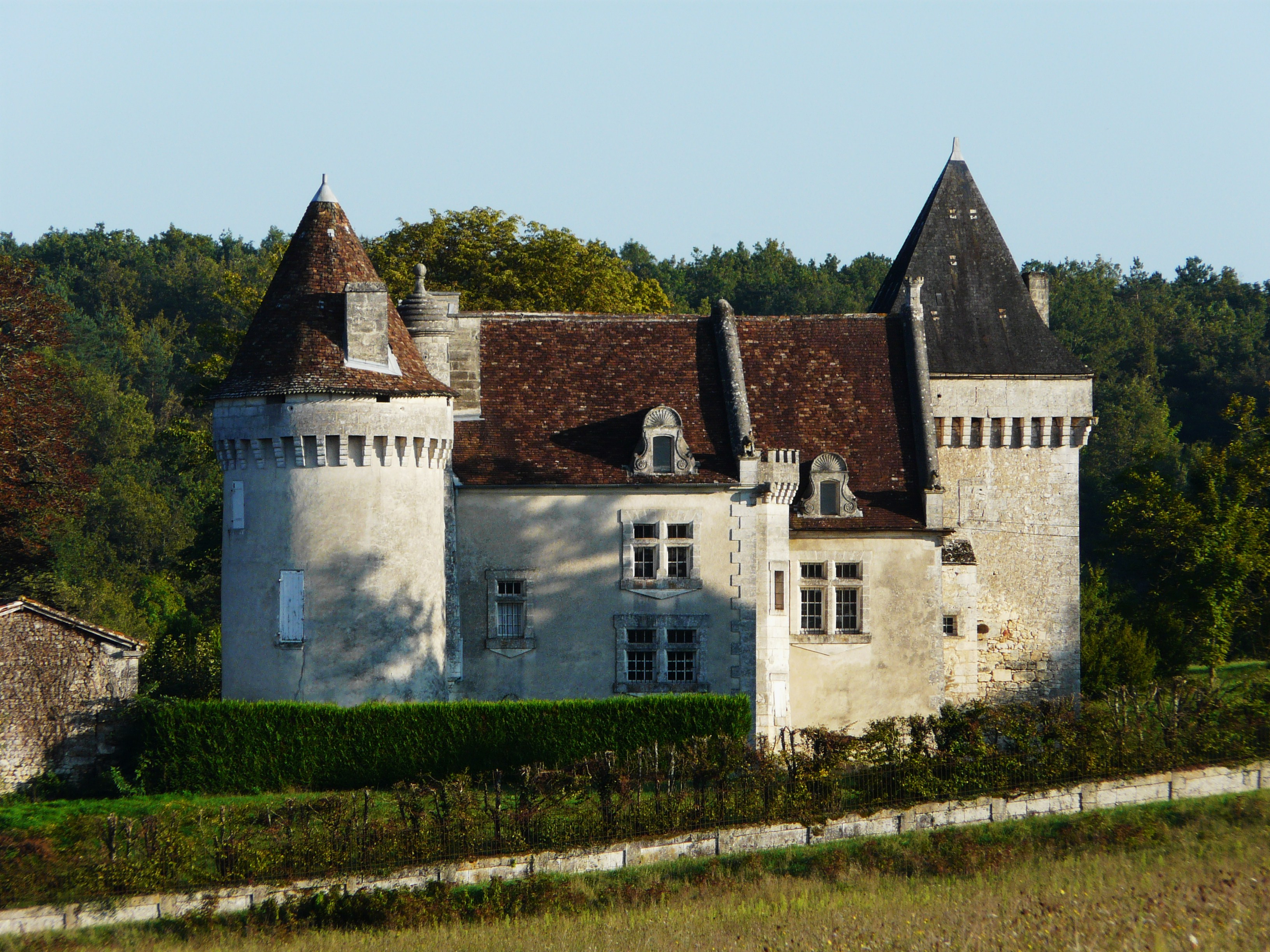
Schloss Château de Bélussière
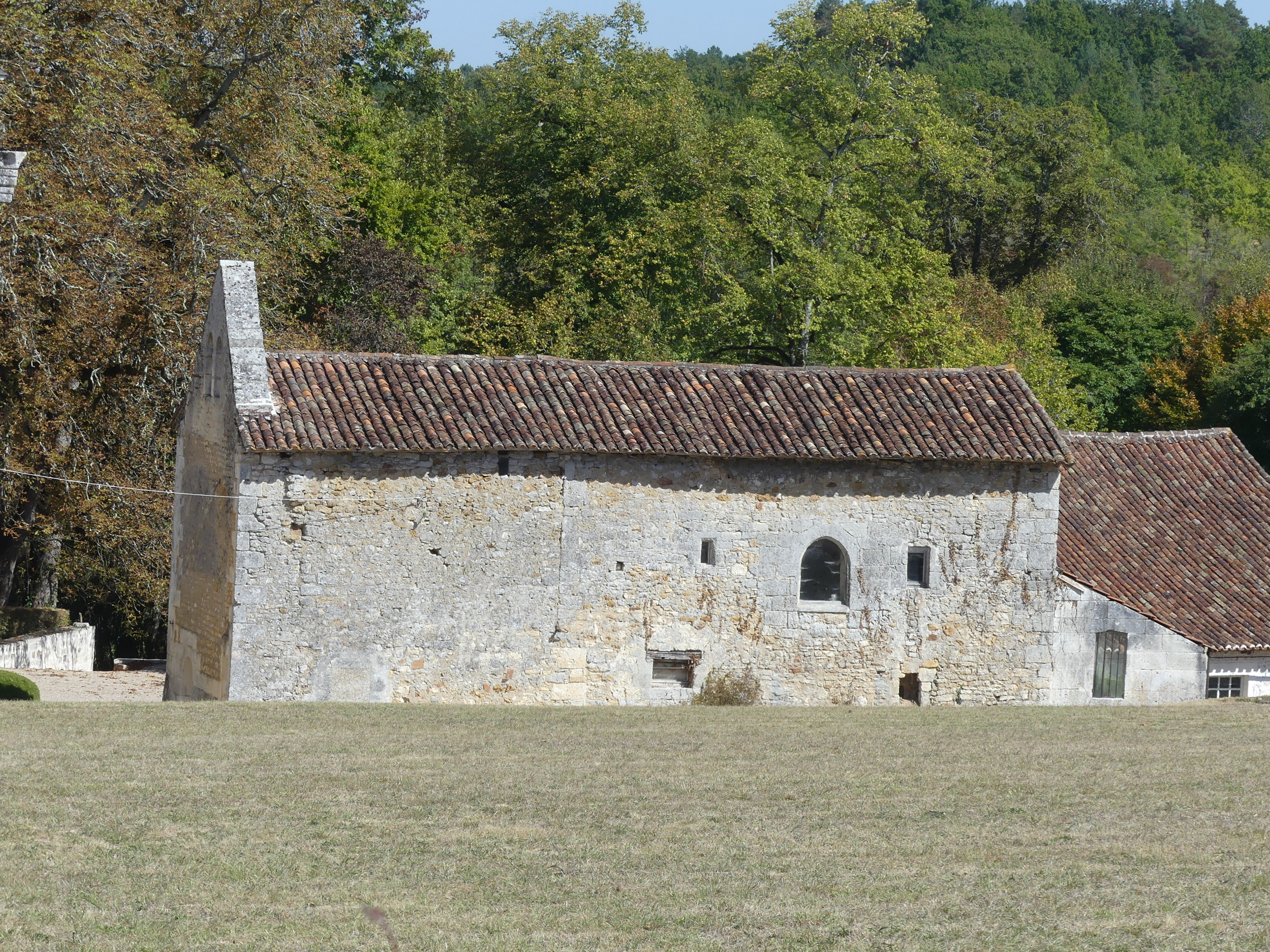
Kapelle des Château de Bélussière
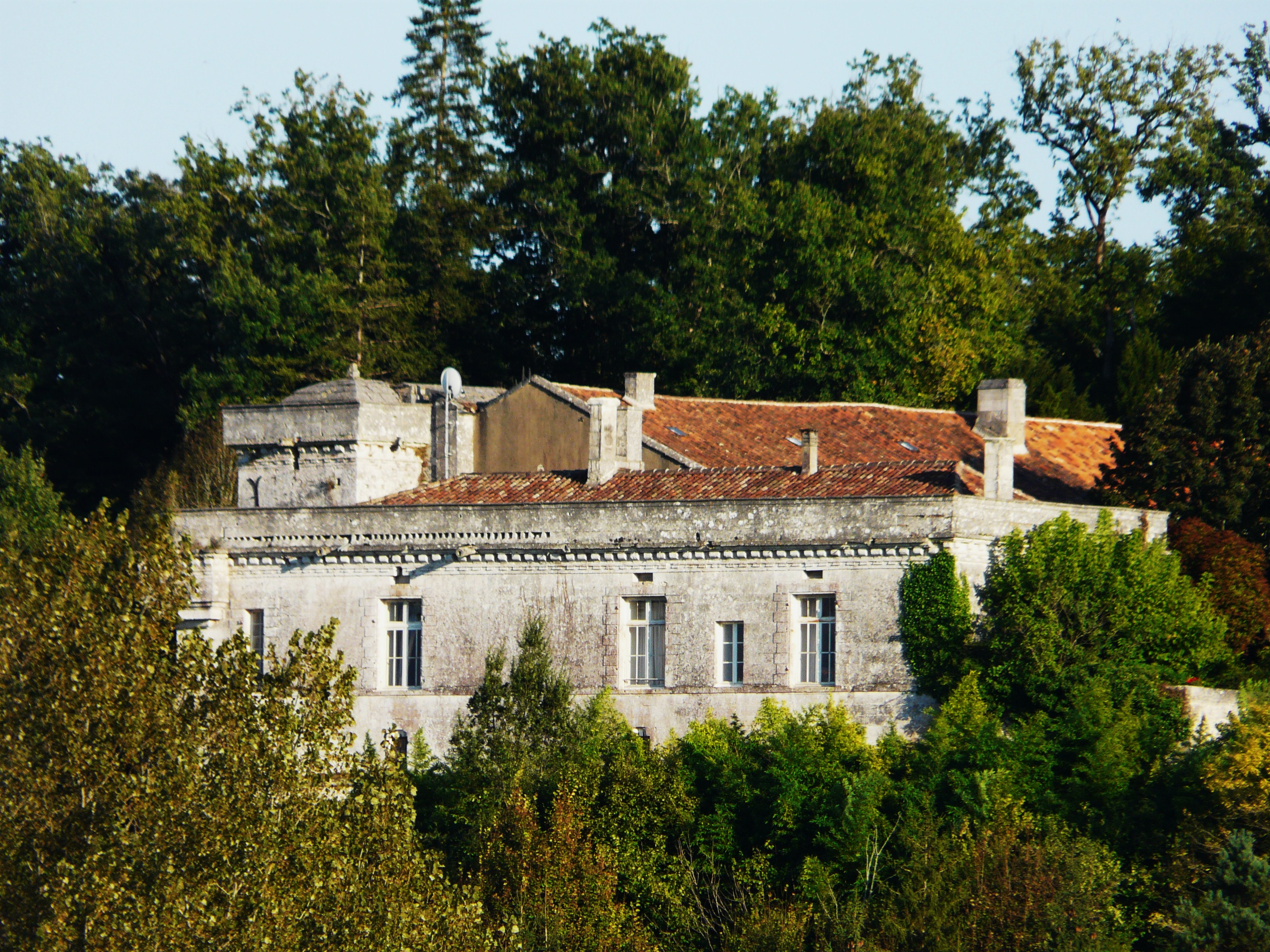
Schloss Château des Combes
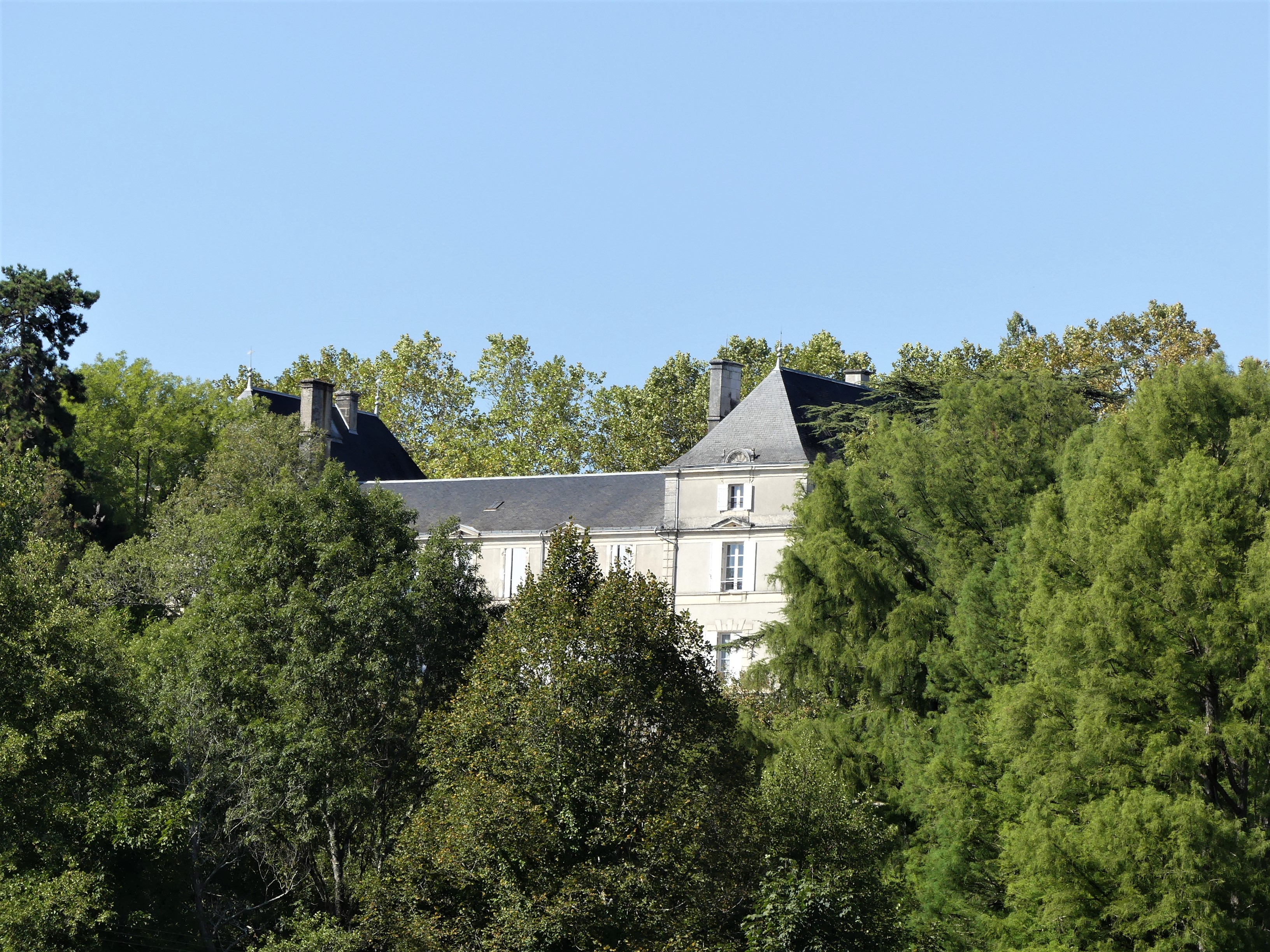
Gentilhommière La Rousselière
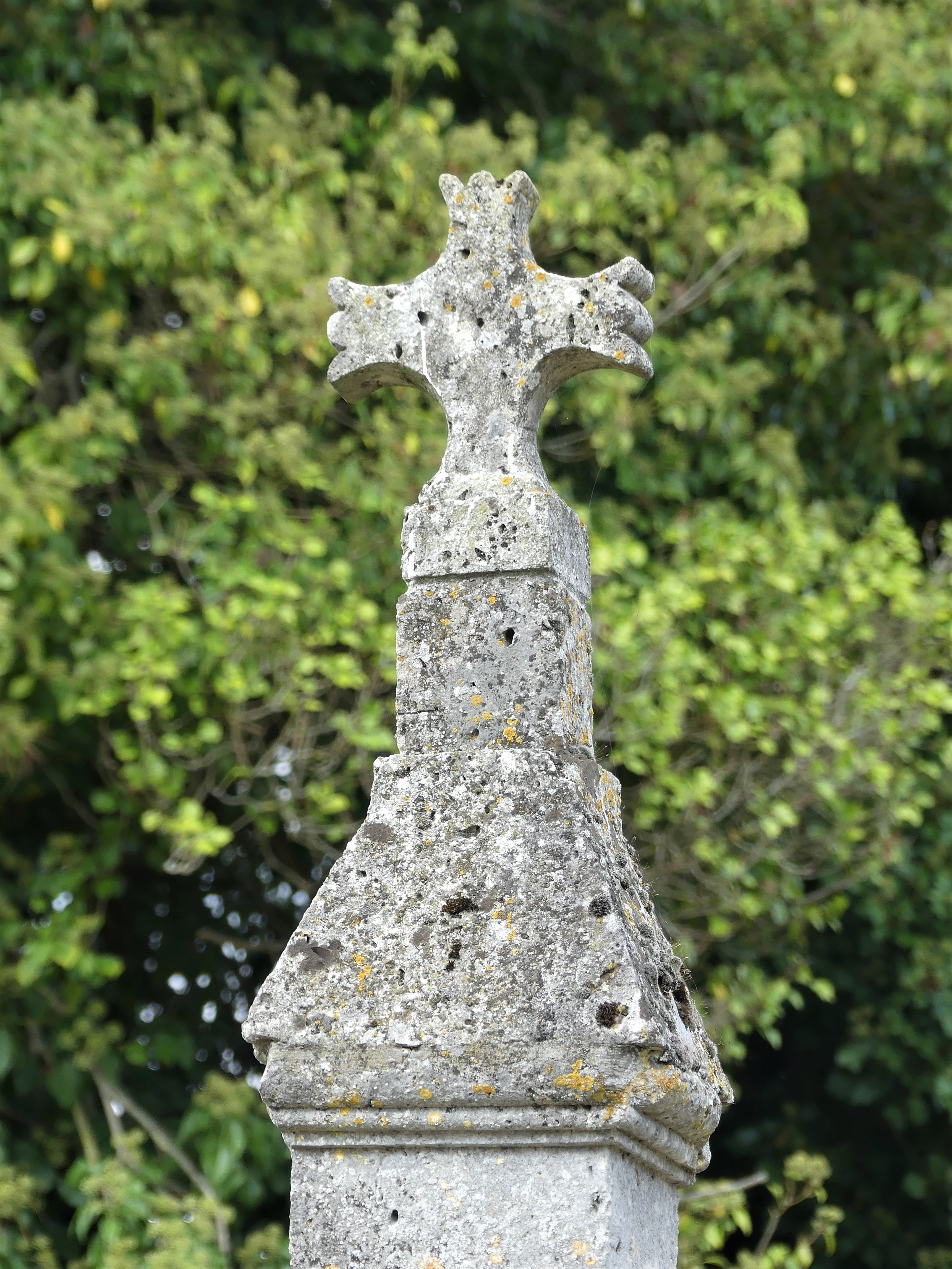
Kreuz in Ladosse